# Аракское водохранилище
Ара́кское водохранилище или Ара́кс (Аразское водохранилище; азерб. Araz su anbarı) — водохранилище в Нахичеванской АР Азербайджана и иранском Западном Азербайджане.

## Общие сведения
Водохранилище образовано на реке Аракс в 1971 году при строительстве плотины Аракской ГЭС вблизи города Нахичевань, согласно советско-иранскому межгосударственному соглашению.
Объём воды — 1 млрд 254 млн м³. Площадь поверхности — 145 км². Высота над уровнем моря — 777,5 м.
Водохранилище, помимо использования в нуждах Аракской ГЭС, также используется для орошения 400 тыс. га земель в Азербайджане и Иране. В водохранилище впадает приток Аракса — Нахичеванчай.
Аракское водохранилище является водоёмом равнинно-руслового типа. Его коэффициент среднегодового водообмена в среднем составляет 3,7. Сработка уровня воды за год составляет 10-12 м. Максимальный уровень воды наблюдается в конце июня, минимальный в сентябре. Кислородный (6—12,5 О2 мг/л) и температурный (4—28,5 °C) режимы благоприятны для развития гидрофауны водоёма в целом.
В особых случаях в водохранилище может быть накоплено до 1 миллиарда 320 миллионов м³ воды.
В мае 2024 года между Ираном и Азербайджаном подписано соглашение о распределении воды и энергетических ресурсов водохранилища.

## Фауна
В Аракском водохранилище зарегистрировано 73 вида зоопланктонных организмов: коловраток − 37, ветвистоусых − 20 и веслоногих раков − 16 видов.
Макрозообентос водохранилища представлен 5 типами, 9 классами, 18 отрядами, 34 семействами, 77 родами и 105 видами и подвидами донных организмов. По числу видов преобладают группы Chironomidae (35 видов) 36,0 %, Coleoptera (14 видов) 14,4 %, Oligochaeta (8 видов) 8,2 % и Odonata (7 видов) 7,2 %.
Ихтиофауна Аракского водохранилища насчитывает 29 видов и подвидов рыб, относящихся к 25 родам и 8 семействам. По числу представителей преобладает семейство Cyprinidae (19 видов). Молодь куринской севрюги, белого амура и белого толстолобика впускаются в водохранилище для повышения его рыбной продуктивности.
Водохранилище является важным рыбохозяйственным объектом Нахичеванской АР. В нём ведётся промысловый лов рыб и речного рака. Основными промысловыми видами являются сазан, сом, карась, лещ, густера и толстолобик. Левобережье водохранилища (100 км²) признано одной из основных ключевых орнитологических территорий Кавказского экорегиона.